# Port Culinaire
Port Culinaire  ist ein Magazin des Kölner Verlags Edition Port Culinaire.

## Inhalt des Magazins
Wesentliches Thema des Magazins ist die gehobene Kochkunst. Der Inhalt konzentriert sich auf Reportagen aus aller Welt und auf Menschen mit einem besonderen Bezug zum Genuss. Auch die Warenkunde kulinarischer Produkte und themenbezogene Rezepte von verschiedenen Köchen sind Bestandteil. Die Rezepte werden von professionellen Weinempfehlungen begleitet.

## Entwicklung
Thomas Ruhl konzipierte die Idee eines kulinarischen Magazins und gründete den Verlag Edition Port Culinaire.
2006 veröffentlichte er die erste Ausgabe No. ZERO (ISBN 978-3-938173-26-8). Sie erschien noch zweisprachig (deutsch/englisch).
Daraufhin folgten ab 2007 weitere ausschließlich deutschsprachige Ausgaben mit einer Auflage von 15.000 Exemplaren. Seit 2006 wird die Redaktion von Geschäftsführer Thomas Ruhl geleitet. Soweit nicht anders vermerkt stammen alle Fotografien im Magazin von Thomas Ruhl.

## Autoren (Auswahl)
Ralf Bos, Jürgen Dollase und Evert Kornmayer. Zu den Rezeptautoren gehören unter anderem Juan Amador, Christian Bau, Nils Henkel, Johannes King, Stefan Marquard, Thomas Martin, Dieter Müller, Cornelia Poletto, Tim Raue, Heinz Reitbauer, Eckart Witzigmann und Harald Wohlfahrt.

## Auszeichnungen
- Gourmand World Cookbook Award 2007 „Special Award der Jury“[6]
- Good Design Award 2007[7]
- Lead Award 2008 „Newcomer“[8]